# Horn Head and Rinclevan SAC
Horn Head and Rinclevan SAC este o arie protejată (arie specială de conservare — SAC, sit de importanță comunitară — SCI) din Irlanda întinsă pe o suprafață de 2.365,79 ha, integral pe uscat.

## Localizare
Centrul sitului Horn Head and Rinclevan SAC este situat la coordonatele 55°11′56″N 7°59′45″W / 55.198769°N 7.995926°V.

## Înființare
Situl Horn Head and Rinclevan SAC a fost declarat sit de importanță comunitară în iulie 1999 pentru a proteja 2 specii de plante și 26 de specii de animale. Situl a fost protejat și ca arie specială de conservare în noiembrie 2022.

## Biodiversitate
Situată în ecoregiunea atlantică, aria protejată conține 7 habitate naturale: Dune mobile cu vegetație embrionară, Dune mobile de-a lungul țărmului cu Ammophila arenaria („dune albe”), Dune de coastă fixe cu vegetație erbacee („dune gri”), Dune cu Salix repens ssp. argentea (Salicion arenariae), Depresiuni intradunale umede, Machair (* habitat specific irlandez), Ape stătătoare oligotrofe până la mezotrofe, cu vegetație de Littorelletea uniflorae și/sau de Isoëto-Nanojuncetea.
La baza desemnării sitului se află mai multe specii protejate:
- plante (2): Najas flexilis, Petalophyllum ralfsii
- păsări (24): alca (Alca torda), rață pitică (Anas crecca), rață fluierătoare (Anas penelope), rață mare (Anas platyrhynchos), Anser albifrons flavirostris, rață-cu-cap-castaniu (Aythya ferina), rața moțată (Aythya fuligula), Branta bernicla, Branta leucopsis, fugaci de țărm (Calidris alpina), prundaș gulerat mare (Charadrius hiaticula), lebădă de iarnă (Cygnus cygnus), șoim călător (Falco peregrinus), papagal de mare (Fratercula arctica), lișiță (Fulica atra), Fulmarus glacialis, scoicar (Haematopus ostralegus), culic mare (Numenius arquata), cormoran mare (Phalacrocorax carbo), Pyrrhocorax pyrrhocorax, Rissa tridactyla, fluierarul cu picioare roșii (Tringa totanus), Uria aalge, nagâț (Vanellus vanellus)
- mamifere (1): Halichoerus grypus
- nevertebrate (1): Vertigo geyeri

Pe lângă speciile protejate, pe teritoriul sitului au mai fost identificate 2 specii de plante, 4 specii de păsări, 1 specie de amfibieni, 1 specie de mamifere.